# Tofio

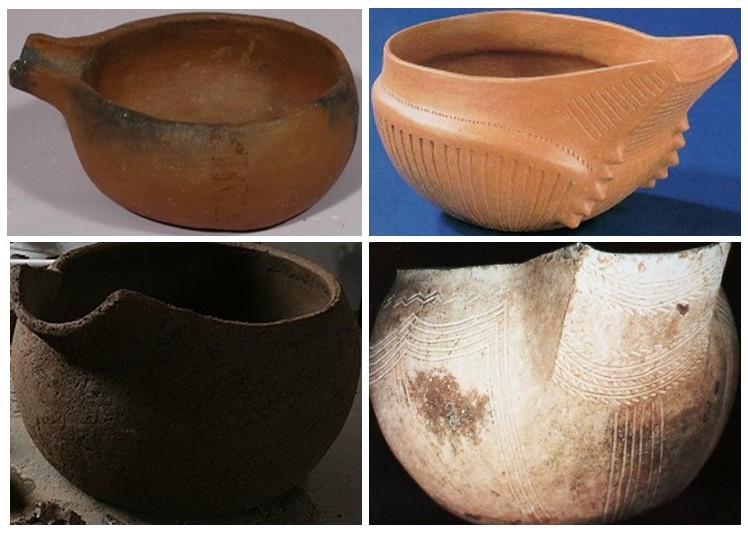
Tofios. Pueden presentarse lisos, bruñidos o con engobe rojo, y opcionalmente decorados con acanaladuras o incisiones geométricas de origen precolombino.

El tofio (del tamazight insular: ⵜⵓⴼⵉⵡ, tufiw) o tabajoste (de ⵜⴰⴱⴰⵖⵓⵣⵜ, tabaɣuzt) es un recipiente ligado a la cultura majorera. Su perfil es el de un cuenco o vasija de mediano o gran tamaño, con amplio pico vertedero (que le da personalidad a esta pieza) y fondo plano, que servía para recoger la leche del ordeño del ganado caprino. Suele presentar tonos rojizos o marrones y a veces viene decorado con grecas y espigas.

## Elcarabucho
Otro recipiente usado para ordeñar cabras, similar al tofio majorero pero con dos asas, es el carabucho, pieza típica del foco alfarero de El Cercado (Chipude), en la isla de La Gomera.